# Čirůvka mýdlová
Čirůvka mýdlová (Tricholoma saponaceum) je značně rozšířená jedovatá houba, vyskytující se v celém mírném pásu severní polokoule. Tvoří mykorhizu s listnatými i jehličnatými stromy na nejrůznějších typech půd. Je nejedlá, podprůměrné jakosti. U citlivějších osob způsobuje žaludeční potíže, průjmy doprovázené zimnicí a při nedostatečné tepelné úpravě vyvolává rozpad červených krvinek.

## Synonyma
- Agaricus atrovirens Pers.,  1801
- Agaricus napipes Krombh.,  1836
- Agaricus saponaceus Fr.,  1818
- Tricholoma atrovirens (Pers.) Fr.
- Tricholoma saponaceum (Fr.) P. Kumm.,  1871
- Tricholoma saponaceum var. atrovirens (Pers.) P. Karst.,  1879
- Tricholoma saponaceum var. napipes (Krombh.) J. E. Lange, 1890

## Popis

Rozšíření čirůvky mýdlové v Evropě

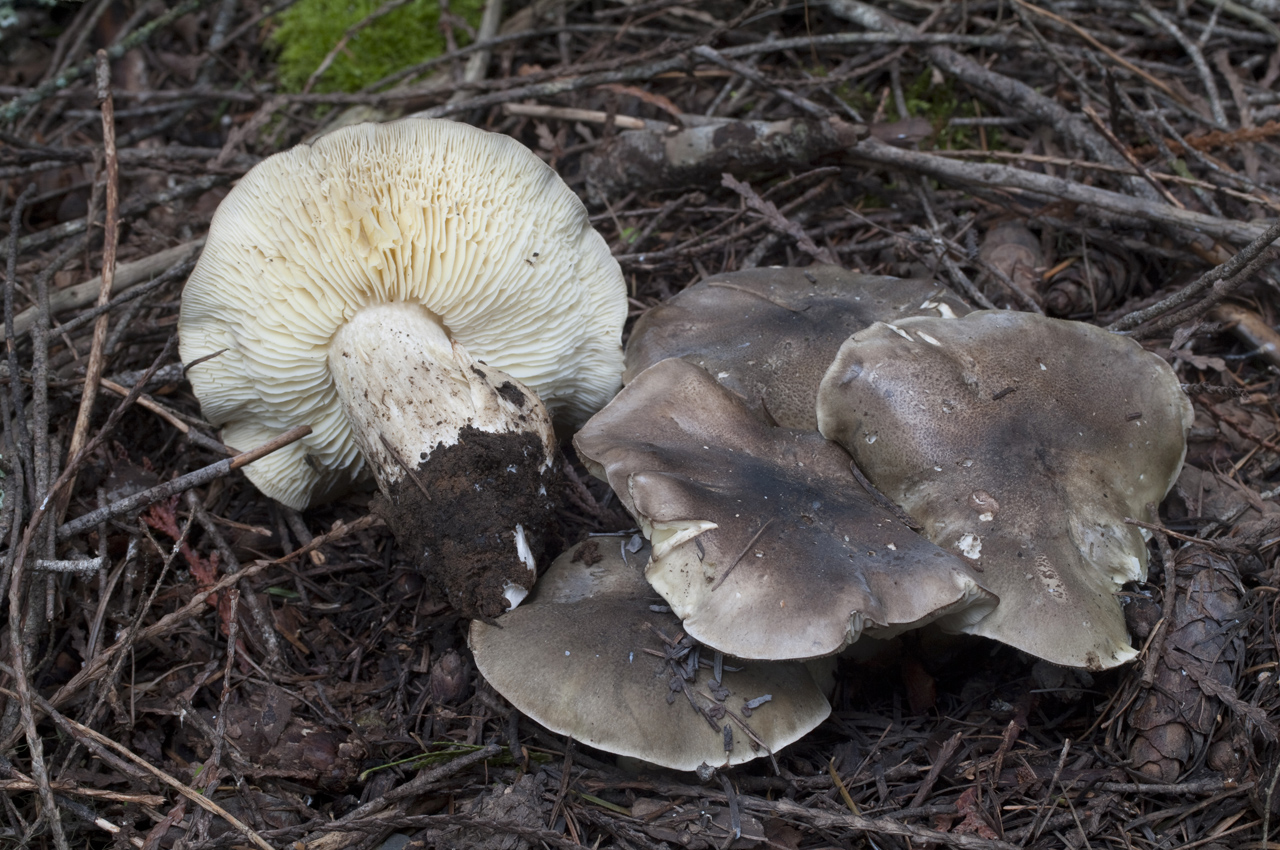
Čirůvka mýdlová (Tricholoma saponaceum)

### Makroskopický
Klobouk má 5–10 centimetrů v průměru, je polokulovitý nebo zvoncovitě sklenutý, značně nepravidelného tvaru, rozmanitě zprohýbaný a při okraji často zbrázděný několika nepravidelnými žlábky. Okraj má v mládí podvinutý, později sklopený. Pokožka je nejprve hladká a lesklá, později políčkovitě rozpukává. Barva je velice proměnlivá a závislá na stanovišti i počasí, kde houba roste. Ve vlhkých podmínkách převládají plodnice světle šedé, šedozelené až olivově hnědé. Za sucha jsou klobouky načervenalé až červenohnědé. Při delším suchu klobouk dosti hluboko políčkovitě rozpraskává a v trhlinách se objevuje bílá až narůžovělá dužina.
Lupeny jsou 8–12 milimetrů vysoké a nejsou příliš husté. V mládí skoro bílé, později nažloutlé až zelenavě žlutavé. Výtrusný prach je bílý.
Třeň je 6–10 centimetrů vysoký a 1–3,5 centimetrů tlustý s rozmanitými barevnými odstíny a tvary. Pokožku má lysou nebo vláknitě načernale šupinatou, za normálního počasí bílou nebo špinavě bělavou, za sucha se zbarvuje dorůžova.
Dužina je bílá, při zasychání se zbarvuje do růžové až hnědočervené barvy. Má výraznou mýdlovou vůni, která se projevuje zvláště při zasychání.

### Mikroskopický
Výtrusy jsou elipsoidního tvaru, velké 5–6 × 3,5–4 μm.

## Výskyt
Tato čirůvka je velice hojná v nižších polohách. Nejčastěji ji lze nalézt v jehličnatých lesích, ale vyskytuje se i ve smíšených a listnatých lesích. Roste od léta až do pozdního podzimu, často ve velkém množství. Objevuje se i v horských a podhorských oblastech.

## Jedovatost
V první třetině 20. století byla čirůvka mýdlová považovaná za jedlou houbu. Na její škodlivé účinky upozornil v roce 1937 český amatérský mykolog Jan Bulíř, který ji označil za podezřelou. Zároveň popsal, že pokrm připravený z čirůvky mýdlové a zkonzumovaný třemi osobami vyvolal otravu pouze u dvou z nich, takže je možné předpokládat, že účinky této houby jsou značně individuální. Otrava se projevila zhruba tři hodiny po konzumaci několika lžic pokrmu. Provázelo ji opakované zvracení, následující 2–3 dny průjem a několik dalších dní nechutenství. V 21. století je houba považována za nejedlou nebo slabě jedovatou.